# Мала Корчаківка
Мала Корчаківка —  селище в Україні, у Юнаківській сільській громаді Сумського району Сумської області. Населення становить 112 осіб. До 2020 орган місцевого самоврядування — Кияницька сільська рада.

## Географія
Селище Мала Корчаківка знаходиться на відстані 0,5 км від села Корчаківка.

## Історія
До 2016 року селище носило назву Радянське.
12 червня 2020 року, відповідно до розпорядження Кабінету Міністрів України № 723-р «Про визначення адміністративних центрів та затвердження територій територіальних громад Сумської області», селище увійшло до складу Юнаківської сільської громади.
19 липня 2020 року, в результаті адміністративно-територіальної реформи та ліквідації Сумського району(1923—2020), увійшло до складу новоутвореного Сумського району.
23 лютого 2023 року рішенням №4 Юнаківської сільської ради «Про перейменування вулиць та провулку в населених пунктах Юнаківської сільської територіальної громади» вирішено перейменувати вулиці селища без зміни нумерації будівель, відповідно з вулиці Гагаріна на вулицю Польову; з вулиці Висоцького на вулицю Ярову.
Російське вторгнення в Україну (з 2022)